# بيانات تكوين النظام الموسع
بيانات تكوين النظام الموسع (ESCD أو Extended System Configuration Data)
هو جزء من ذاكره الـ BIOS المستقرة وتسمى على لوحة الأم بذاكرة الـ CMOS في الحاسبات الشخصية، حيث يتم تخزين معلومات عن ISA (البنية الصناعية القياسية) وأجهزة الـ PnP (ركب وشغل). وتستخدم من قبل الـ BIOS لتحديد مصادر أو الأجهزة مثل بطاقات التوسعة.
ويقوم الـ BIOS بتحديث الـ ESCD كل مره يتم تغير اعدادات تكوين لأجزاء الجهاز (hardware)، بعد تحديد طريقة اعاده تخصيص الموارد مثل الـ IRQ وتخطيط مدى الذاكرة. بعد تحديث الـ ESCD لا نحتاج إلى اتخاذ القرارات كل مره مما يؤدي إلى إعادة تشغيل اسرع إلى ان يتم اعاد تكوين لاجزاء الجهاز.
تستخدم آداة تعريف الـ ISA (ICU) في تحديث الـ ESCD من خلال واجهه PnP BIOS. مدير الأجهزة في نظام تشغيل مايكروسوفت ويندوز نوع من هذة الأدوات.